# Sherlock Holmes 3
 Sherlock Holmes 3  (titlu de lucru: Sherlock Holmes 3) este un viitor film american amânat pe termen nedeterminat regizat de Dexter Fletcher. Este creat în genurile de acțiune și mister. Rolurile principale au fost interpretate de actorii Robert Downey, Jr. ca Sherlock Holmes și Jude Law ca Dr. John Watson. Scenariul este scris de Chris Brancato pe baza canonului lui Sherlock Holmes de Arthur Conan Doyle. Este o continuare a filmului Sherlock Holmes: Jocul umbrelor din 2011.

## Distribuție
- Robert Downey, Jr. - Sherlock Holmes[3]
- Jude Law - Dr. John Watson[3]

## Producție
Warner Bros. a anunțat în octombrie 2011 că scenaristul Drew Pearce lucrează la realizarea primului proiect de scenariu pentru Sherlock Holmes 3.
În mai 2018, Warner Bros. a confirmat că un al treilea film a fost programat pentru lansare la 25 decembrie 2020, cu Downey și Law în aceleași roluri și cu Chris Brancato autorul scenariului.
În martie 2019, Warner Bros. a anunțat că data lansării a fost schimbată la 22 decembrie 2021 și că data lansării anterioare în decembrie 2020 se referă la un film animat Warner Bros. fără titlu. În iulie 2019, Dexter Fletcher a fost anunțat drept regizorul filmului. În aceeași lună, filmul a fost scutit de impozite în valoare de 20,9 milioane de dolari de către California Film Commission, la un buget de producție prevăzut de 107,8 milioane de dolari.
Fletcher a declarat în 2021 că filmul a fost amânat pe termen nelimitat din cauza pandemiei de COVID-19 în curs, afirmând: „Am început și apoi a lovit COVID-ul, iar ei au spus: „Uite, o să oprim și Robert are altceva ce vrea să facă'. . .”  În 2023, Fletcher a spus că el, Downey și scriitorul Joe Penhall lucrau la scenariu în casa lui Downey, reiterând că pandemia a afectat dezvoltarea și planurile, programele și prioritățile lor personale în ceea ce privește proiectele. Susan Downey și colaboratorul Team Downey, Amanda Burrell, au confirmat ulterior că proiectul este încă o prioritate pentru companie și pentru Downey.